# Ranco (Italia)
Ranco es una localidad y comune italiana de la provincia de Varese, región de Lombardía, con 1.351 habitantes.

## Evolución demográfica
| Gráfica de evolución demográfica de Ranco entre 1861 y 2001 |
|                                                             |
| Fuente ISTAT - elaboración gráfica de Wikipedia             |